# Eje Central Lázaro Cárdenas

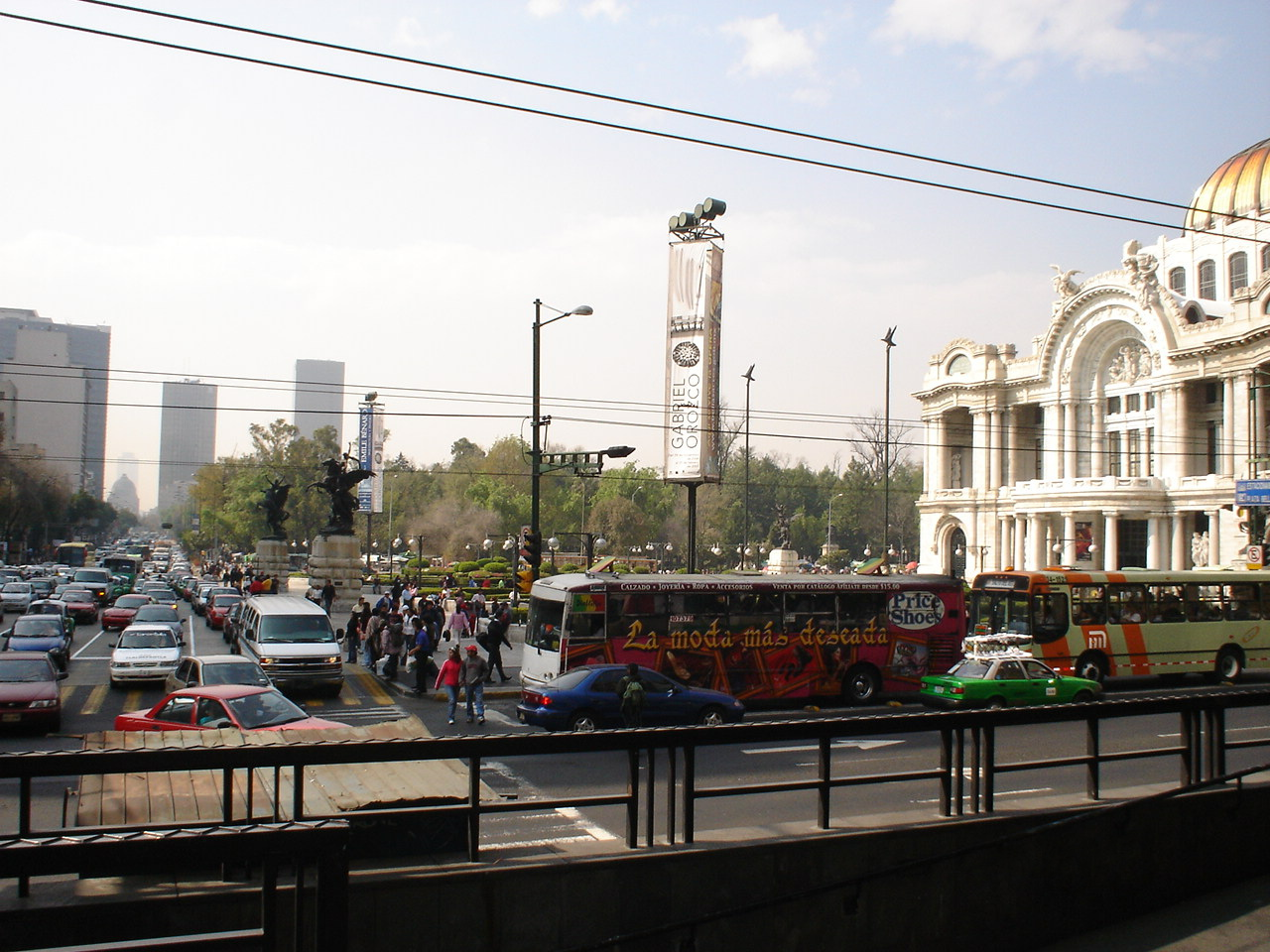
De Eje Central bij het Alamedapark en het Paleis voor Schone Kunsten

De Eje Central Lázaro Cárdenas is een straat in Mexico-Stad. De straat doorkruist de stad van noord naar zuid en is samen met de Avenida de los Insurgentes belangrijkste noord-zuidverbinding van de Mexicaanse hoofdstad.
De Eje Central vormt de basis van de nummering van de doorgaande wegen in Mexico stad. De straten ten westen van de Eje Central hebben een nummering van 1 tot en met 10 poniente, straten ten oosten 1 tot en met 10 oriente. De straat passeert of doorkruist veel bekende plekken, waaronder het Alameda Central, het Garibaldiplein, de Paseo de la Reforma en Tlatelolco. De straat is genoemd naar president Lázaro Cárdenas (1934-1940).